# Cratere Pasteur (Luna)
Pasteur è un grande cratere lunare di 232,77 km situato nella parte sud-occidentale della faccia nascosta della Luna.
Il cratere è dedicato al chimico francese Louis Pasteur.